# Crepis krameri
Crepis krameri là một loài thực vật có hoa trong họ Cúc. Loài này được (Franch. & Sav.) Sennikov mô tả khoa học đầu tiên năm 2001.